# Zwergschwarzbarsch
Der Zwergschwarzbarsch (Elassoma evergladei) ist ein kleiner Süßwasserfisch aus der Gattung der Zwergschwarzbarsche, der im Südosten der Vereinigten Staaten von Amerika lebt.

## Merkmale
Der Zwergschwarzbarsch wird maximal 3,4 Zentimeter lang. Er hat einen langgestreckten, seitlich etwas zusammengedrückten Körper. Männchen sind lehmfarben bis graugrün gefärbt. Zur Laichzeit sind sie einschließlich der Flossen samtschwarz mit zahlreichen einzelstehenden bläulich glitzernden Schuppen. Bei den Weibchen sind die Flossen meist farblos.
Flossenformel: D II–IV/8–9; A III/5–7; P 13; mLR 26–30

## Verbreitung
Das Verbreitungsgebiet des Zwergschwarzbarsches reicht vom Flusssystem des Cape Fear River in North Carolina bis zur Mobile Bay in Alabama, südlich bis nach Florida an den nördlichen Rand der Everglades, nach denen er seinen Artnamen evergladei erhalten hat.

## Lebensraum
Der Zwergschwarzbarsch kommt in Sümpfen und kleinen langsamfließenden Gewässern vor, typischerweise über Schlamm.

## Ernährung
Der Zwergschwarzbarsch ernährt sich von Würmern und kleinen Krebstieren.

## Fortpflanzung
Das Weibchen legt 40–60 Eier in Wasserpflanzen ab, wenn vorhanden vorzugsweise an Hornblatt (Ceratophyllum). Das Männchen bewacht die Eier.

## Haltung im Aquarium
Der Zwergschwarzbarsch ist eine friedliche revierbildende Art, für die ein Artaquarium mit dichter Bepflanzung geeignet ist. Eine Vergesellschaftung mit dem Zwergkärpfling ist möglich. Zur Zucht sollten die Tiere kalt überwintern (um 10 °C). Sie bevorzugen Lebendfutter (weiße Mückenlarven, Daphnien, Artemia, Tubifex).